# Публично говорене
Публично говорене e действието и процеса на говорете пред публика (понякога в по-високите и тържествени форми на ораторското изкуство това е произнасянето на реч), този вид говорене трябва да има структуриран характер, и има за цел да увлече и предразположи, информира, въздейства (емоционално) върху слушателите – например да ги забавлява и разсмива . Публичното говорене е тясно свързано с „представянето“ (различни типове презентации) и в този смисъл може да се придружава от илюстриращи прожекции на филми, кратки видео записи, особено текст, което обикновено става с помощта на презентиращ софтуер като PowerPoint или Libre/Open Office Impress .